# Desviador

Canvis de marxes extern davanter i del darrere d'una bicicleta de carretera moderna

Un desviador, en francès: «dérailleur», és un canvi de marxa de bicicletes extern inventat el 1896 pel francès Paul de Vivie (1853-1930).
El desviador permet triar la mida de pinyó entre diversos acoblats a la roda. Així, cada pinyó compleix una funció diferent.